# Steve King
Steven Arnold King, detto Steve (Storm Lake, 28 maggio 1949), è un politico statunitense, membro della Camera dei Rappresentanti per lo stato dell'Iowa dal 2003 al 2021.

## Biografia
Nato e cresciuto nella Contea di Buena Vista, King divenne un imprenditore edile e svolse questa professione finché nel 1996 si candidò per un seggio nella legislatura statale dell'Iowa come membro del Partito Repubblicano. Dopo aver servito sei anni al Senato di stato dell'Iowa King si candidò alla Camera dei Rappresentanti e venne eletto.
Nelle successive tornate elettorali King venne sempre rieletto senza grossi problemi; nel 2012 il suo distretto congressuale venne ridefinito ma King chiese comunque un altro mandato e nelle elezioni di novembre sconfisse la democratica Christie Vilsack, moglie del Segretario dell'Agricoltura Tom Vilsack. Finito nelle polemiche a causa di commenti razzisti e nazionalisti, nel 2020 perse le primarie repubblicane contro Randy Feenstra e lasciò così il Congresso dopo diciotto anni di permanenza. 
King è considerato un repubblicano molto conservatore, soprattutto in materia sociale.
È sposato ed ha tre figli.